# Невьянский завод
Невьянский чугуноплавильный и железоделательный завод (ныне — Невьянский машиностроительный завод) — предприятие в городе Невьянске Свердловской области.

## Географическое положение
Завод был основан на реке Нейва. Долгое время, помимо выплавки чугуна и железа, завод обеспечивал военное ведомство боеприпасами, оружием и якорями.

## История
- 23 апреля 1699 года вышел указ Петра Первого[2].
- В марте 1700 года на строительство казенного завода на реке Нейве прибыла первая партия мастеровых.
- В марте 1701 года во главе стройки назначили Семена Викулина из Москвы. В мае 1701 г. начали возводить плотину и бить сваи на Нейве. Вместе с плотиной строилась домна, помещение для молотовых, угольные сараи. На берегу против плотины появились избы, амбар, бани.
- 15 декабря 1701 года невьянская домна дала первый чугун[3].
- 8/19 января 1702 года выковано первое железо[4].

### 1702—1769 годы. Демидовы
- В 1702 г. Невьянский завод был передан Петром I из казны тульскому оружейнику Никите Демидовичу Антуфьеву (Демидову).

Река Нейва была перегорожена плотиной длиною в 101 сажень. Работала домна, сложенная из обожженного кирпича. Рядом стояли два угольных сарая и кузница, где ковали инструмент ручными молотами. Было приготовлено место для второй домны и заготовлен для неё камень, сосновый вал и другие материалы; подходило к концу строительство второй молотовой.
- В 1703 г. внешние воды прорвали земляную плотину, и работа на заводе встала. К осени плотину починили, но её прорвало второй раз. В конце 1703 г. плотина оставалась невостребованной, плавка в домне прекратилась, молотовые стояли в бездействии.
- В 1704 г. на Урал вместе с новой партией мастеров вновь выехал сын Никиты, Акинфий Демидов, который и стал отныне руководителем завода. Завод не только возобновили, но и расширили. Построили новую плотину, поставили ещё одну домну, соорудили новые молотовые.
- В 1713 г. правительство, разорвав контракт с другими заводчиками, дало большой заказ Никите Демидову на поставку артиллерийских снарядов, а в 1715 г. ему же поручили поставлять железо для Адмиралтейства.

Плотина с вешняным прорезом и двумя ларевыми прорезами, сами «лари», тянувшиеся на десятки сажень к домнам, рудобойному молоту и разным фабрикам, огромные колеса составляли крупный и сложный гидроэнергетический комплекс того времени.
Одна из четырёх невьянских домен, сооруженная «стараниями приказчиков Федора и Григория Махотиных», была самой крупной в мире. За сутки она давала чугуна раза в четыре больше, чем крупнейшие английские домны. Также на ней впервые в мире были установлены не одна, а две фурмы для дутья.
- На заводе плавили также медь. Лили колокола. На заводе делали и само металлургическое оборудование как для собственных нужд, так и для других заводов Урала.
- В 1725 г. (по другим сведениям 1721—1745 гг.) на левом берегу р. Нейвы, ниже плотины заводского пруда была построена знаменитая «падающая» Невьянская башня.
- После смерти А. Н. Демидова Невьянский завод достался его старшему сыну Прокофию Акинфиевичу Демидову.

### 1769—1809 годы. С. Я. и П. С. Яковлевы

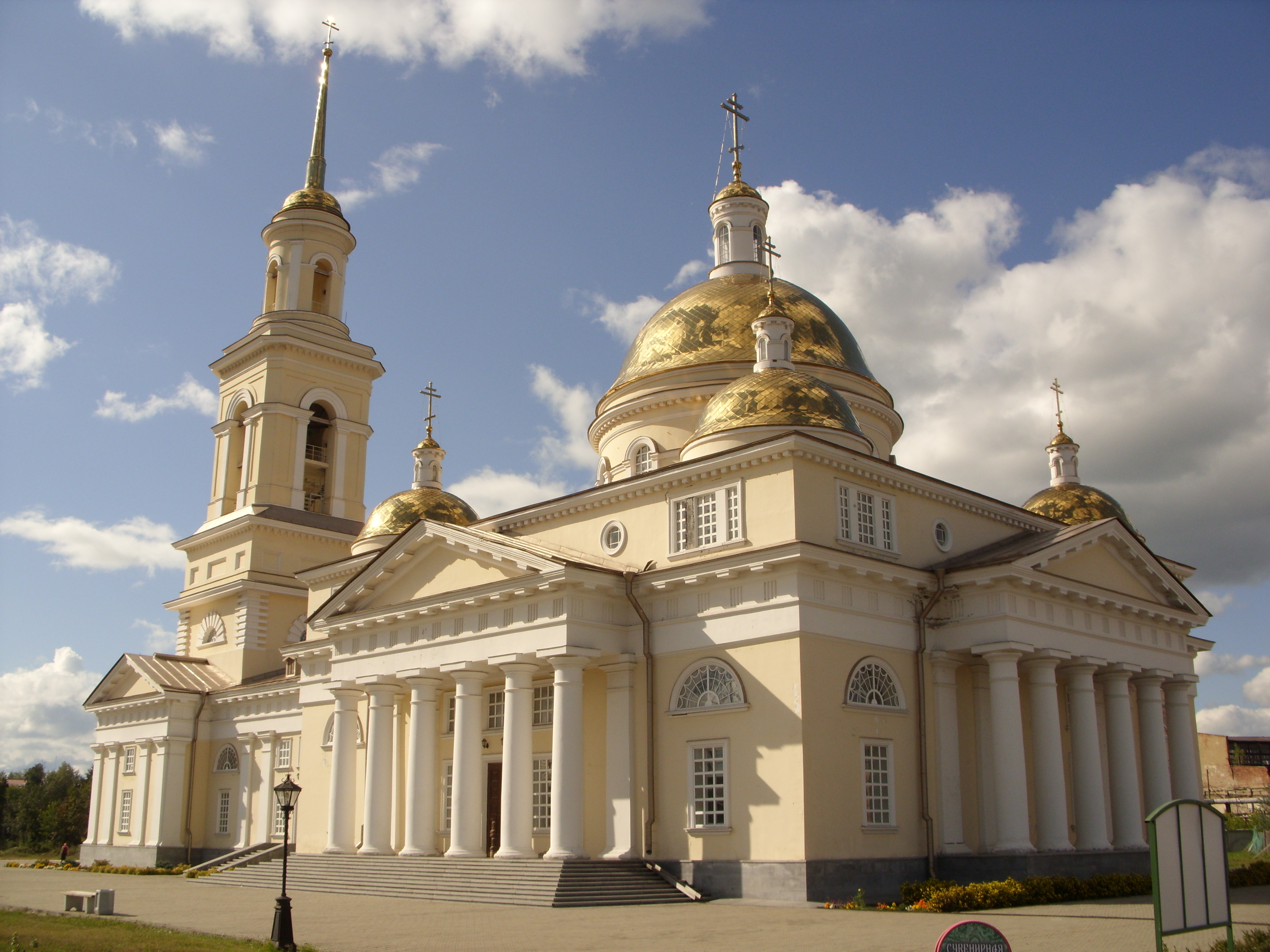
Спасо-Преображенский собор

- В январе 1769 г. Прокофий Демидов продаёт завод Савве Яковлеву (Собакину)[5].
- 9 апреля 1772 г. сильный пожар уничтожил домну, молотовые фабрики, склады с углем, часть крепостных сооружений, торговые ряды и свыше ста домов посёлка[6].
- После кончины С. Я. Яковлева (в 1784 г.), согласно Акту по разделу имущества, составленному 26 марта 1787 г. завод достаётся его третьему сыну, Петру Саввичу.
- В 1797 г. действуют две домны, 18 кричных молотов и три плющильных стана. В 1790 г. в его домнах выплавили 379,9 тыс. пудов чугуна. Главная невьянская домна в сутки переплавляла до двух тысяч пудов руды и давала около тысячи пудов чугуна (в то время средняя производительность уральской домны — 311 пудов).
- В 1807 г. вводится в действие третья домна; насчитывается 52 кричных молота, 5 плющильных станов и новая сталетомильная печь и др.
- В 1809 г. после смерти Петра Саввича, его наследники организовали Невьянское горнозаводское имение (Главное правление в С.-Петербурге). Из девятнадцати заводских цехов пятнадцать были каменными.

### 1809—1917 годы. Наследники П. С. Яковлева

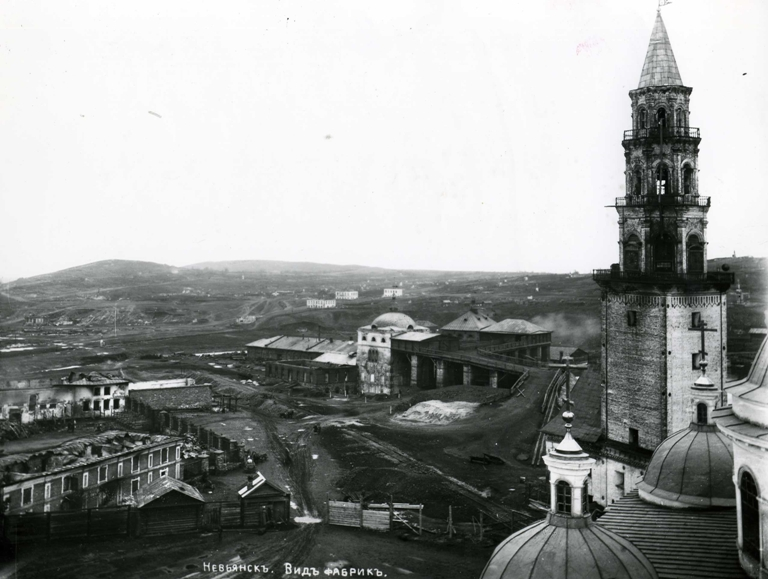
Фото начала XX века

В начале XIX в. Невьянск становится «столицей» небольшого горного округа из трёх заводов (Невьянского, Быньговского и Петрокаменского), рудников и лесной дачи.
- В 1824—1830 гг. на средства Яковлевых построен Спасо-Преображенский собор.
- Весной 1827 г. на Соборной площади открыт памятник Савве Яковлеву — чугунная колонна, увенчанная бюстом заводчика[7].
- В середине XIX века Невьянский завод утратил своё значение в металлургическом производстве Урала: вырублены леса, выработались, обеднели ближайшие к Невьянску железные рудники — руду теперь добывали и доставляли не только из окрестностей, но из горы Высокой под Нижним Тагилом.
- В 1869 г. основывается механический цех
- 23 мая 1890 г. в страшном пожаре сгорело 2/3 Невьянска: полностью сгорели гостиный двор и окружающие его деревянные лавки, мост через Нейву, волостное правление, заводская контора, архив, больница, два училища, здание суда, свыше двух тысяч домов, выгорел весь запас угля, продовольственные и мануфактурные товары. 7000 человек остались без крова, сотни получили ожоги и увечья.
- К началу XX в. производство состояло из двух доменных печей, литейного, кузнечно-слесарного, котельного, механического цехов и двух фабрик — труболитейной и болтовой. Во время промышленного кризиса в 1900—1903 гг. резко сократилось производство.
- В октябре 1904 г. погашены домны. Завод превращается в механическое предприятие, основной продукцией которого стали чугунные водопроводные трубы и разного рода машины и механизмы.
- В 1902 г. на базе механического цеха впервые в России было организовано производство драг для золотоплатиновой промышленности (в 1911 г. построено 25 драг).
- В 1906 г. владельцы имения учредили Акционерное общество Невьянских горных и механических заводов.
- В начале 1912 г. вновь зажжены две домны. Погашены в 1915 г.

### 1917—1991 годы
- Переименовывается в Невьянский механический завод.
- В 1932 г. заводу передаётся здание закрытого Спасо-Преображенского собора.
- В годы Великой Отечественной войны выпускал трассирующие и бронебойные снаряды, корпуса для 76-мм дистанционных гранат, 76-мм зажигательных снарядов и стаканы к ним, 85-мм зенитные снаряды, 82-мм ракетно-осколочные снаряды для реактивной артиллерии.
- За образцовое выполнение заданий правительства по производству боеприпасов Завод № 68 Наркомата боеприпасов 20 января 1942 г. награждён орденом Трудового Красного Знамени[8].
- 16 сентября 1945 г. завод награждён орденом Ленина.

### 1991—2011 годы
- В 1994 г. на территории завода открыт памятник Петру I и Демидову.
- 19 июля 2002 г. у подножия башни открыт чугунный памятник Петру I и Демидову (ск. К. Грюнберг)[9].
- 16 августа 2003 г. освящен возрождённый Спасо-Преображенский собор[10].
- С 2003 г. ЗАО «Невьянский машиностроительный завод».
- С 2003 г. ЗАО «Невьянский машиностроительный завод» начинает производство вилочных погрузчиков под маркой GEKA.

### 2011—2018 годы
- С 2010 г. открывается отдел продаж вилочных погрузчиков. Это обусловлено большим спросом на данную технику.
- С 2011 г. в рамках диверсификации производства, на заводе появляется новое подразделение, специализирующееся на изготовлении компрессорных станций.
- В 2011 г. проведена сертификация компрессорного направления Группы компаний «НМЗ».
- В 2012 г. ООО «НМЗ-компрессорное оборудование» приняло участие в совещании о состоянии промышленной безопасности на угольных предприятиях Кузбасса.
- В 2012 г. была представлена модернизированная версия вилочного погрузчика серии АП.
- В 2012 г. производится изготовление опытно-промышленной партии изделия «Клапан КОШ»
- С 2012 г. действует обновленная версия сайта nmz-group.ru.
- С 2012 г. на производстве начинается масштабная модернизация утвержденная руководством предприятия в рамках повышения качество выпускаемой продукции внедряется «Бережливый подход», запущены новые станки ЧПУ.
- В 2013 г. была разработана новая модель вилочного погрузчика с дизельным двигателем, грузоподъемностью 5 тонн.
- В 2013 г. подписан контракт на поставку износостойких соединений типа ИС.НКТ.73.5,5-04 «К» и ИС.НКТ.60.5,0-04 «К» в количестве 20 324 комплекта.
- В 2013 г. подписан контракт на поставку муфт НКТ 89 «L-80» по стандарту API 5 СТ в количестве 14 000 штук
- В 2013 г. инженерными и конструкторскими службами «Невьянского машиностроительного завода» спроектирована азотная компрессорная станция высокого давления МАКС-10/251-95 на автошасси.
- В 2013 г. начинается разработка нового автопогрузчика с гидромеханической коробкой передач.
- С 2014 г. завод получил аккредитацию на участие в конкурсах на поставки оборудования для атомной промышленности.
- В 2014 г. на ЗАО «НМЗ» завершились заводские испытания нового поколения Невьянского дизельного автопогрузчика, выпускаемые под торговой маркой GEKA.
- С 2014 г. завод заключил множество контрактов с такими предприятиями как ООО «ТД Лукойл», ОАО «НК Роснефть», ООО «Газпромнефть», ОАО «Татнефть», АК «АЛРОСА», ОАО «РЖД», «МРСК Урал» на поставки компрессорных станций, вилочных погрузчиков, запасных частей к буровому оборудованию и элементов бурильных труб и муфт НКТ.
- В 2014 г. ООО «НМЗ-Компрессорное оборудование» поставит азотные компрессорные станции для ООО «Газпром бурение»
- В 2016 г. в продажу поступают внедорожные вилочные погрузчики повышенной проходимости, не имеющие Российских аналогов.
- В 2016 г. заводом создан новый дизельный автопогрузчик для работы в складских помещениях малых габаритов.
- В 2017 г. подписан годовой контракт на поставку высокогерметичных муфт с премиальной резьбой (аналог VAGT). Данная продукция будет использоваться на месторождения ООО «Газпромнефть — Оренбург».
- В 2017 г. «Невьянский машиностроительный завод» приобрел современное оборудование для механообработки.

## Цехи. Фабрики
- молотовые
- дощатые
- плющильные
- разрезные
- укладные

## Владельцы завода

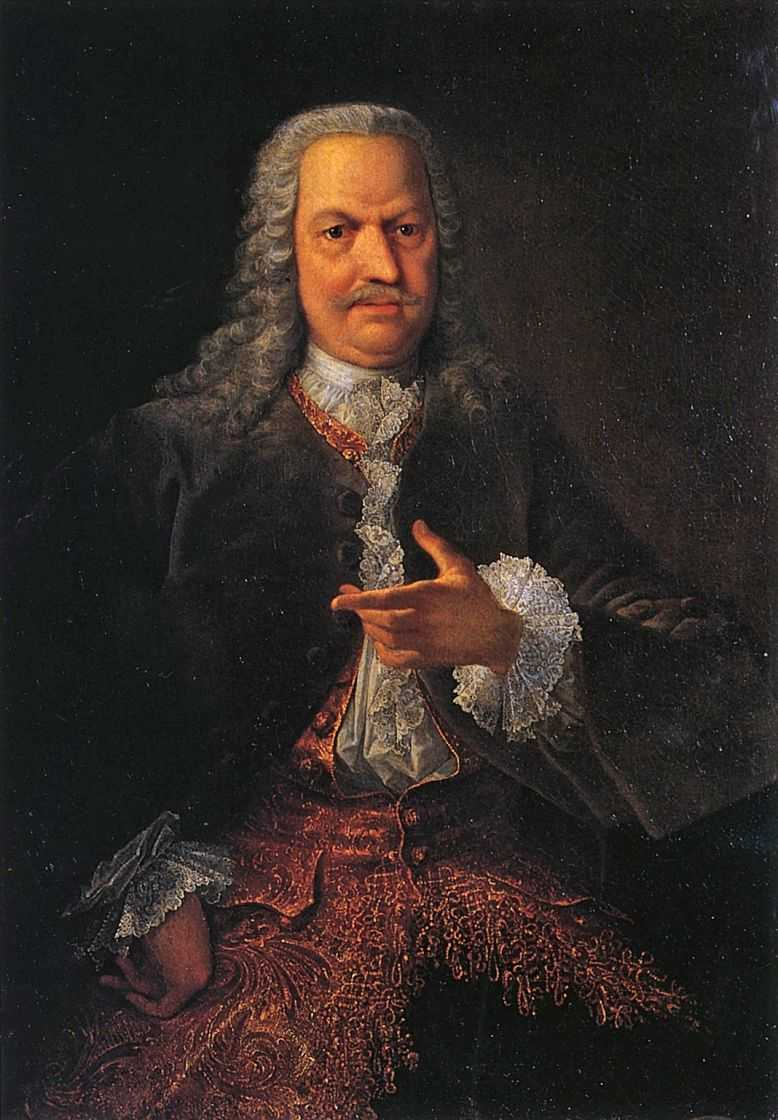
Акинфий Никитич Демидов
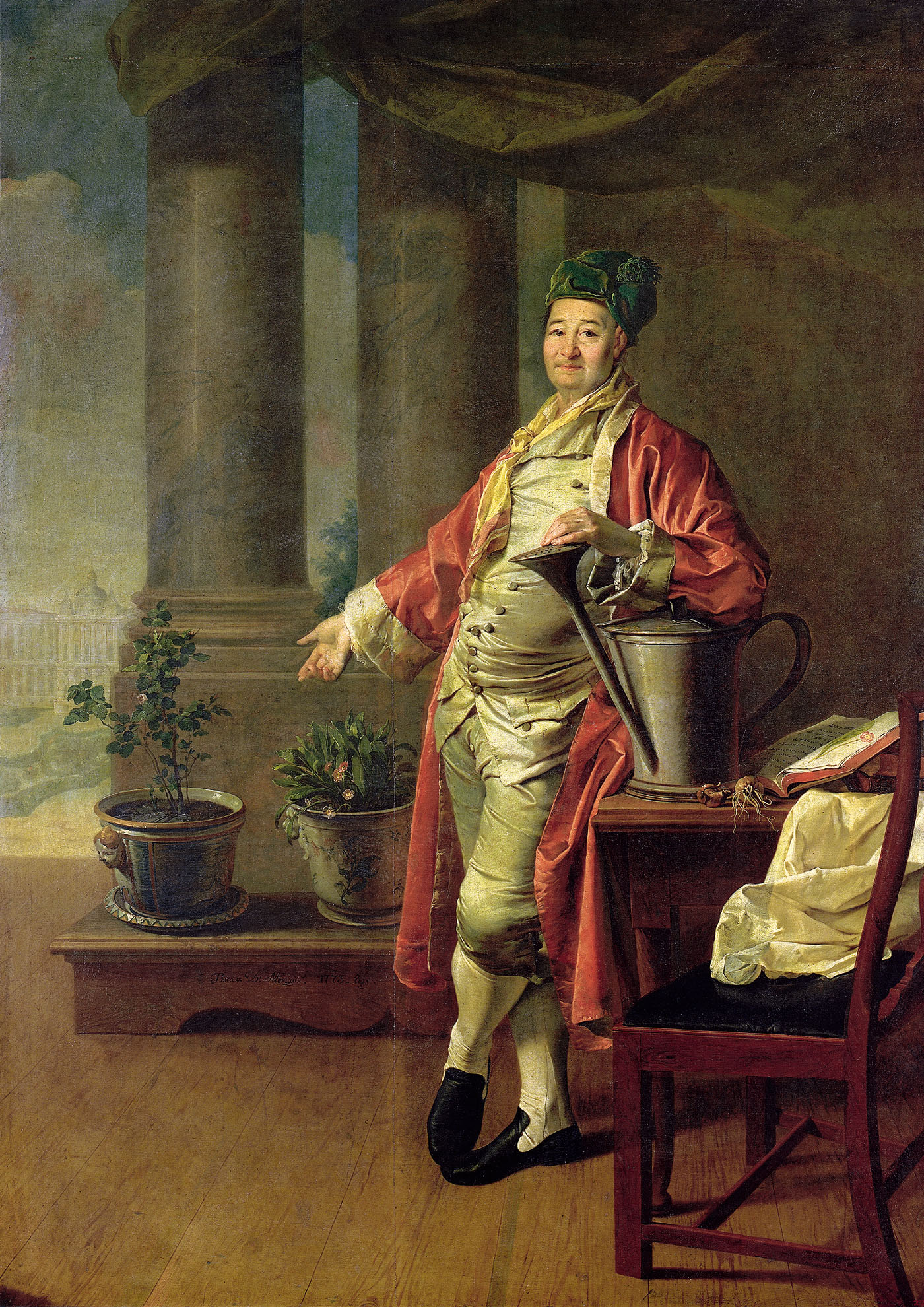
Прокопий Акинфиевич Демидов
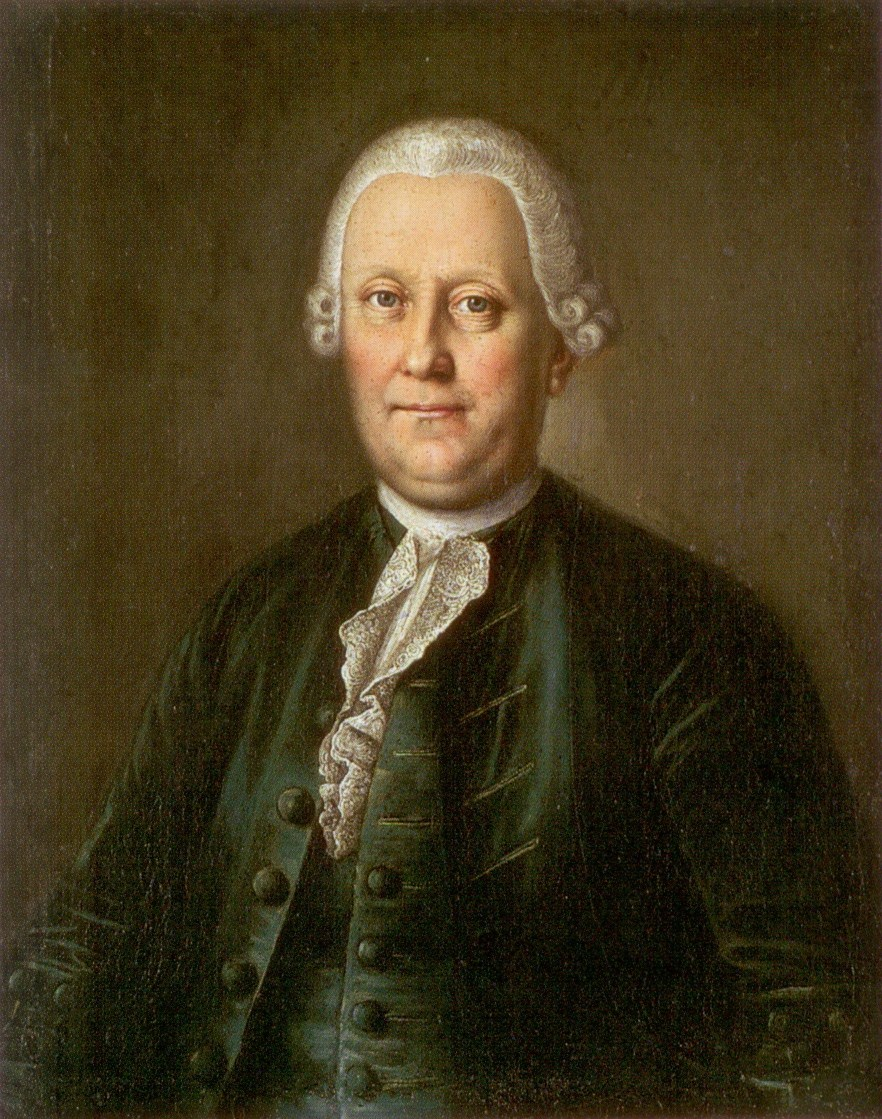
Савва Яковлевич Яковлев (Собакин)
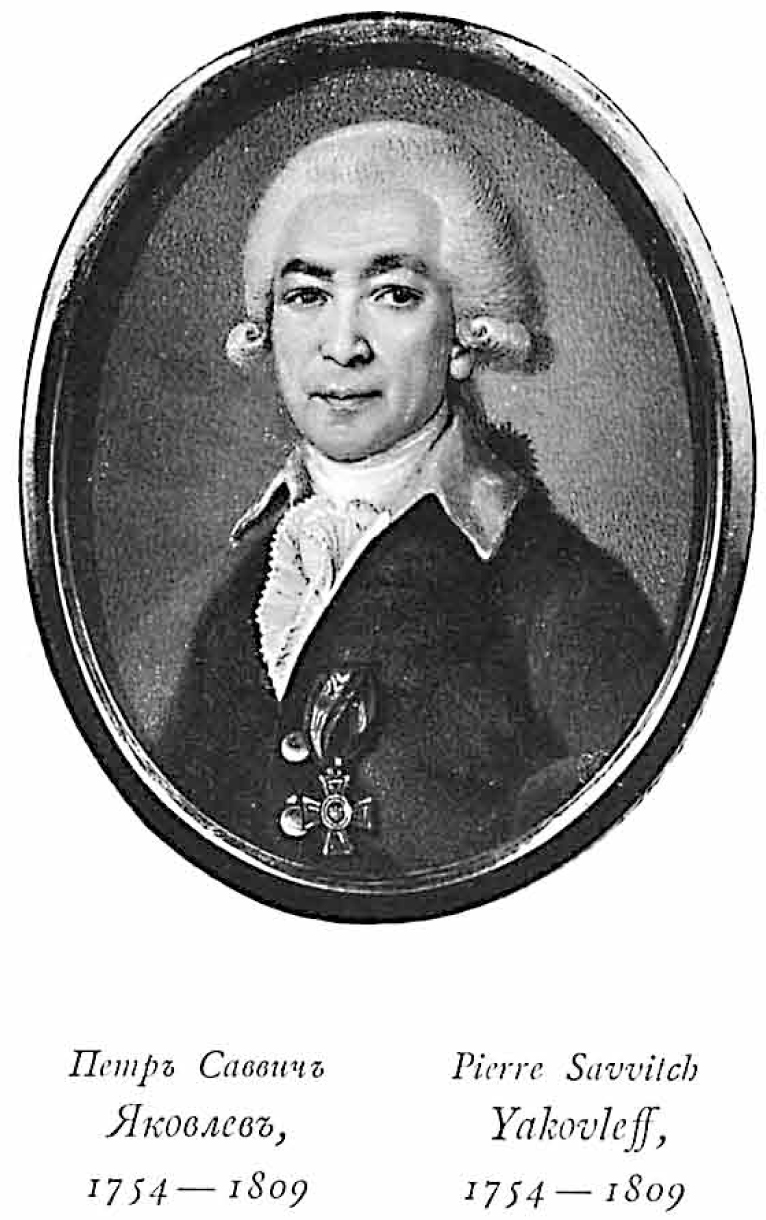
Пётр Саввич Яковлев

## Директора
В разные годы заводом руководили:
- Ходяков, Александр Константинович 1937—1939
- Сергей Алексеевич Бунин (9 марта 1939—ноябрь 1945)
- Г. Д. Тырышкин (1945—1955)
- П. И. Зырянов (1955—1962)
- В. В. Хохонов (1970—1993)
- Н. Д. Шмурыгин (1993—).

## Известные рабочие

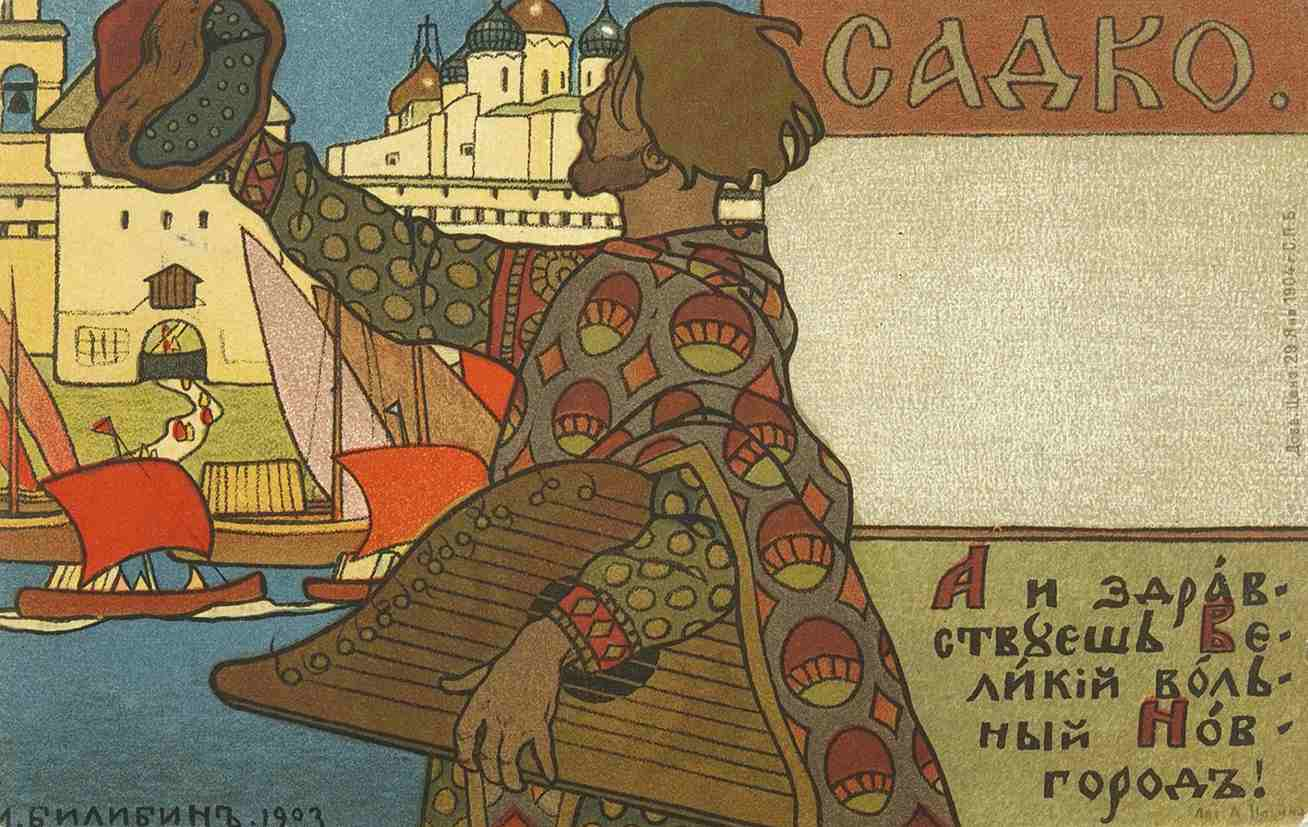
Садко. Герой былины, впервые записанной Киршей (Кириллом) Даниловым. Картина Ивана Билибина (1903).

- Садко. Герой былины, впервые записанной Киршей (Кириллом) Даниловым. Картина Ивана Билибина (1903).На этом заводе в XVIII веке молотовым мастером работал музыкант и сказитель, составитель первого сборника русских былин, исторических, лирических песен, духовных стихов (71 текст с нотами) Кирша Данилов[12].